# Фойрер, Херберт
Херберт Фойрер (нем. Herbert Feurer; 14 января 1954, Аспанг-Маркт, Австрия) — австрийский футболист, вратарь.
Прежде всего известен выступлениями за клуб «Рапид» (Вена), а также национальную сборную Австрии.
Двукратный чемпион Австрии, трёхкратный обладатель Кубка Австрии.

## Клубная карьера
Во взрослом футболе дебютировал в 1975 году выступлениями за команду клуба «Винер-Нойштадтер», в котором провел один сезон.
В 1976 году перешел в клуб «Рапид» (Вена), за который отыграл 13 сезонов. Большинство времени, проведенного в составе венского «Рапида», был основным голкипером команды. Завершил профессиональную карьеру футболиста выступлениями за команду «Рапид» (Вена) в 1989 году.

## Выступления за сборную
В 1980 году дебютировал в официальных матчах в составе национальной сборной Австрии. В течение карьеры в национальной команде, которая длилась всего 3 года, провел в форме главной команды страны 7 матчей.
В составе сборной был участником чемпионата мира 1982 года в Испании.

## Достижения
- Чемпион Австрии (2):

«Рапид» (Вена): 1981-82, 1982-83
- Обладатель Кубка Австрии (3):

«Рапид» (Вена): 1982-83, 1983-84, 1984-85